# Ki Hong Lee
Ki Hong Lee (Seúl; 30 de septiembre de 1986) es un actor surcoreano-estadounidense, más conocido por interpretar el papel de Minho en la trilogía de películas de Maze Runner y Dong Nguyen en Unbreakable Kimmy Schmidt.

## Primeros años y educación
Lee nació en Seoul, Corea del Sur, el 30 de septiembre de 1986. Cuando tenía seis años, sus padres trasladaron a la familia a Auckland, Nueva Zelanda. Cuando tuvo ocho, su familia se movió a Los Ángeles, California.
Lee estudió psicología en la Universidad de California, Berkeley de 2004 a 2008. Mientras que en la universidad, Lee era parte de un capítulo de la universidad de Liberty in North Korea (LiNK) e internado en su sede. Después de la universidad, trabajó en el restaurante de sus padres en Little Tokyo mientras perseguía la actuación.
Lee comenzó a actuar en la escuela secundaria, actuando en sketches de la iglesia, y creció para amar el escenario y mantiene una pasión por el teatro. Lee dice que se inspiró para seguir actuando cuando vio a Aaron Yoo actuando en la película Disturbia mientras estaba en la universidad.

## Carrera
Lee debutó en el escenario de Wrinkles presentado por East West Players y dirigido por Jeff Liu que se estrenó el 16 de febrero de 2011 y cerró el 13 de marzo de 2011 en el Teatro David Henry Hwang en el Union Center for the Arts Downtown Los Angeles.
Desde 2010, Lee ha sido estrella invitada en muchos programas de televisión diferentes espectáculos como Victorious, The Secret Life of the American Teenager y Modern Family antes de aterrizar un papel principal en ABC Family en The Nine Lives of Chloe King.
Desde 2012, Lee ha colaborado con Wong Fu Productions (WFP) presentando en más de cinco videos cortos incluyendo la miniserie Away We Happened. El 26 de junio de 2014, se anunció que Lee fue elegido en el primer largometraje del PMA Everything Before Us, El 26 de junio de 2014, se anunció que Lee fue elegido en el primer largometraje del PMA que se centra en "dos parejas en diferentes etapas de sus relaciones, en un mundo donde toda la actividad de relación está documentada y supervisada por Departamento de Integridad Emocional (DEI) y se le asigna un número como un puntaje de crédito". La película también es protagonizada por
Aaron Yoo y Randall Park.
En 2013, Lee hizo su debut en la película completa en YouTube, la adaptación en dos partes de Yellowface, del dramaturgo David Henry Hwang.
El 18 de abril de 2013, el director Wes Ball anunció a través de Twitter que Lee había participado en la adaptación cinematográfica de la novela de ciencia ficción distópica joven-adulto, The Maze Runner, como Minho, el guardián de los corredores encargados de navegar y mapear el laberinto. Este era su debut en una película. Repitió el papel en la secuela, Maze Runner: The Scorch Trials, que fue lanzado el 18 de septiembre de 2015.

## Vida personal
Ki Hong Lee se casó con Hayoung Choi el 7 de marzo de 2015. Choi interpretó a la nueva novia del personaje de Lee en un cortometraje de 2013 en She Has a Boyfriend, por Wong Fu Productions.

## Filmografía

### Cine
| Año  | Film                           | Rol        | Notas |
| ---- | ------------------------------ | ---------- | ----- |
| 2013 | Yellow Face                    | BD Wong    |       |
| 2014 | The Maze Runner                | Minho      |       |
| 2015 | The Stanford Prison Experiment | Gavin Chan |       |
| 2015 | Everything Before Us           | Jay        |       |
| 2015 | Maze Runner: The Scorch Trials | Minho      |       |
| 2017 | The Mayor                      | Steve      |       |
| 2017 | Wish Upon                      | Ryan Hui   |       |
| 2018 | Maze Runner: The Death Cure    | Minho      |       |

### Cortometraje
| Año  | Film                                  | Rol                | Notas                                    |
| ---- | ------------------------------------- | ------------------ | ---------------------------------------- |
| 2011 | All in All                            | Jeremy             |                                          |
| 2012 | Take It Slow                          | Brian              | Wong Fu Productions                      |
| 2012 | Fratervention: The End of Bro'ing Out | Keith              |                                          |
| 2012 | Away We Happened                      | Ben                | Wong Fu Productions Minserie 6 episodios |
| 2012 | Always You                            | James              | YOMYOMF Network                          |
| 2012 | MotherLover                           | Chaz Seong         | YOMYOMF Network Miniserie 6 episodios    |
| 2013 | The Master Chef                       | John Suh           | Jubilee Project                          |
| 2013 | This Is How We Never Met              | Boy                | Wong Fu Productions                      |
| 2013 | Somewhere Like This                   | Boyfriend          | Wong Fu Productions                      |
| 2013 | To Those Nights                       | Elijah bar friends | Wong Fu Productions                      |
| 2013 | She Has a Boyfriend                   | Frank              | Wong Fu Productions                      |
| 2014 | This Time                             | Manny Park         | Jubilee Project                          |

### Televisión
| Año       | Título                                   | Rol           | Notas                                       |
| --------- | ---------------------------------------- | ------------- | ------------------------------------------- |
| 2010      | Victorious                               | Clayton       | 2 episodios: "Robarazzi" " The Diddly Bops" |
| 2010      | The Secret Life of the American Teenager | Estudiante #2 | Episodio: "Which Way Did She Go?"           |
| 2010      | Modern Family                            | Busboy        | Episodio: "Mother Tucker"                   |
| 2011      | The Nine Lives of Chloe King             | Paul          | Elenco principal 10 episodios               |
| 2011      | New Girl                                 | Hector        | Episodio: "Bells"                           |
| 2012      | The Client List                          | Delivery Guy  | Episodio: "Turn the Page"                   |
| 2013      | Blue Bloods                              | David Lin     | Episodio: "The Truth About Lying"           |
| 2014      | NCIS                                     | Chris Hoffman | T11 E15: "Bulletproof"                      |
| 2015–2016 | Unbreakable Kimmy Schmidt                | Dong Nguyen   | Recurrente 8 episodios                      |
| 2015      | The Whispers                             | Peter Kim     | 1 episode: "X Marks The Spot"               |

### Teatro
| Año  | Título   | Rol   | Notas |
| ---- | -------- | ----- | ----- |
| 2011 | Wrinkles | Jason |       |